# トキイロコンドル
トキイロコンドル（学名：Sarcoramphus papa）は、コンドル科に分類される鳥類。中央アメリカと南アメリカに分布する大型種で、主にメキシコ南部からアルゼンチン北部に広がる熱帯の低地林に生息する。トキイロコンドル属では唯一の現生種で、同属にはいくつかの化石種が知られる。
体は主に白色で、襟首の羽毛、風切羽、尾羽は灰色から黒色である。頭と首には羽毛が無く、皮膚の色は黄色、オレンジ、青、紫、赤など様々である。嘴には目立つオレンジ色の肉垂がある。腐肉食であり、新鮮な死肉を最初に食べることが多い。死骸からより小型のコンドルを追い払う行動が知られる。飼育下では通常30年以上生きる。
マヤの絵文書や地元の民間伝承、伝統医学によく登場する。IUCNによって低危険種に指定されており、主に生息地の減少により個体数が減少している。

## 分類と名称
1758年にカール・フォン・リンネによって『自然の体系』第10版の中で Vultur papa として記載され、タイプ標本はスリナムから採集された。1805年にフランスの動物学者であるアンドレ・マリー・コンスタン・デュメリルによってトキイロコンドル属 Sarcoramphus に分類された。属名はギリシア語の「σάρξ (sarx、肉を意味)」の結合辞である「σαρκο-」と「ῥάμφος (rhamphos、曲がった嘴を意味)」を組み合わせたものである。属名は Sarcorhamphus と誤記されることが多く、ギリシア語の有気記号が不適切に残っている。1841年にコンスタンティン・ヴィルヘルム・ランベルト・グロージャーによって Gyparchus 属に分類されたが、この分類は現代では使用されていない。種小名はラテン語の「papa(司教)」に由来し、羽毛が司教の衣服に似ていることを示している。最も近縁な現生種はコンドルである。本種とコンドルを独自の亜科に分類する見解もあるが、ほとんどの研究者は認めていない。
英名の「King vulture (王様のコンドル)」の由来には、1つは死体から小型のコンドルを追い出して摂食する習性に由来するという説がある。また、マヤの伝説の中で人間と神々の間の使者として働く王であることに由来するという説もある。パラグアイではスペイン語で「白いカラス」と呼ばれることもあった。ナワトル語では「cozcacuauhtli(コスカクアウトリ)」と呼ばれており、「cozcatl(首輪)」と「cuauhtli(猛禽類)」に由来する。
本種を含めたコンドル科の正確な分類学的位置は不明である。ハゲワシとは外見が似ており、生態的地位も似ているが、異なる地域で異なる祖先から進化した。分類学的な違いについては現在も議論中であり、以前は一部の研究者がコンドル科はコウノトリ科に近いことを示していた。より最近ではタカ目に分類されるか、独自のコンドル目に分類されている。アメリカ鳥学会はコンドル科をコウノトリ目から外し、代わりにIncertae sedisに分類したが、タカ目またはコンドル目への分類は可能であると指摘した。他のコンドル科の種と同様に、染色体数は合計で80本である。

### 化石記録と進化
トキイロコンドル属の現生種は本種のみだが、過去には広く分布していた。Kern vulture (Sarcoramphus kernense) は約350万年から250万年前、ピアセンジアンの北アメリカ南西部に分布していた。この時期の北アメリカの生物相を構成するあまり知られていない要素であった。唯一の資料はカリフォルニア州のカーン郡から発見された、折れた上腕骨の化石である。本種と形状は一致しているが、より大きく頑丈であるという。時間的に大きな隔たりがあるため別種である可能性が示唆されているが、化石が多少損傷しているため、トキイロコンドル属へ分類されることも確実ではない。後期更新世のペルーからは、Sarcoramphus fisheri という種も知られている。キューバの第四紀の洞窟堆積物から発見された骨は本種の近縁種と考えられていたが、Buteogallus borrasi という大型のノスリであることが判明した。
新第三紀のコンドル科の化石は通常より若く断片的であるため、進化史については不明な点が多い。テラトルニス科は特に北アメリカにおいて現生種と同等の生態的地位を占めていた。S. kernense の生息年代はアメリカ大陸の大きな移動よりわずかに先行しており、現生のコンドル科は中央アメリカに起源を持つと思われる。すなわち S. kernense は S. fisheri – S. papa 系統の姉妹種として北方へ分岐したと考えられる。化石記録は乏しいものの、本種の祖先と南米のコンドルが少なくとも約500万年前に分岐したという説を裏付けている。

### バートラムの「painted vulture」

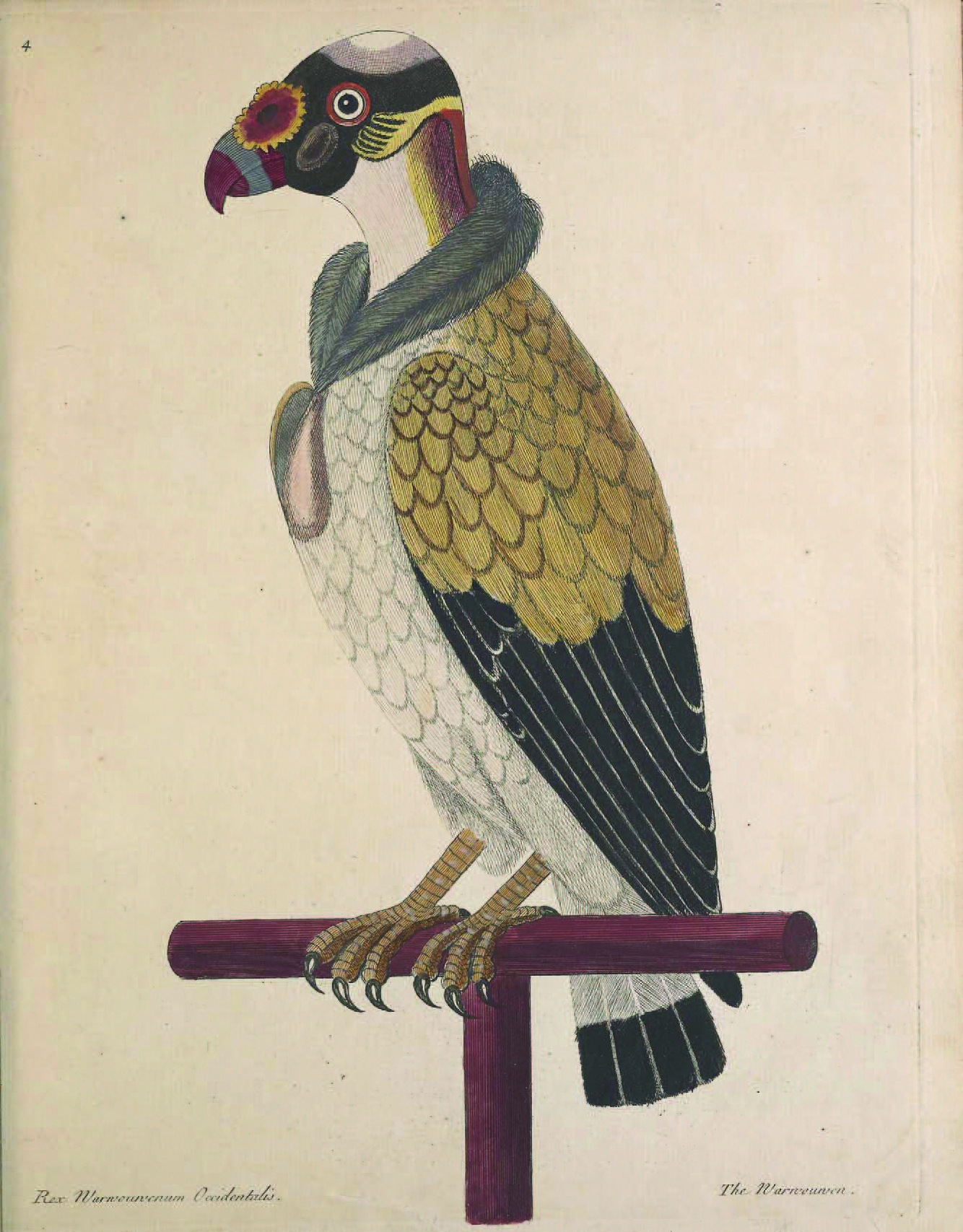
エリーザー・アルビンが1734年に描いた"painted vulture"

ウィリアム・バートラムが1770年代にフロリダを旅行した際、「painted vulture」（Sarcoramphus sacra または S. papa sacra）を記述した。この鳥は尾が白であることを除き、本種の外見と一致している。バートラムによると、この鳥は比較的一般的であり、1羽を採集したことがあるという。しかしフロリダで本種を記録した学者は他におらず、バートラムの記録から60年後にその妥当性が疑問視され始め、ジョン・カシンは北米の鳥類学で最も厄介な問題であるとした。1734年にはエリーザー・アルビンが同様の鳥に関する記述と絵画を作成した。
当時の鳥類学者の大半はバートラムの記録を認めたが、ジョエル・アサフ・アレンは、painted vultureは架空の種であり、バートラムは異なる種の要素を混ぜてこの鳥を作ったと主張した。アレンは、バートラムが記録した鳥の行動はカラカラの行動と完全に一致していると指摘した。例えばバートラムはこの鳥が山火事の後を追って、焼けた昆虫やアメリカハコガメ属を食べる様子を観察した。このような行動はカラカラに典型的だが、より大きく足の短いトキイロコンドルは歩行にあまり適していない。カンムリカラカラはバートラムの時代には一般的で目立つ存在であったが、painted vultureをトキイロコンドル属に分類する場合、バートラムの記録にカンムリカラカラが存在しないことには注目すべきである。しかしフランシス・ハーパーは、バートラムが訪れた地域ではこの鳥は珍しく、見逃された可能性があると主張した。
ハーパーは、バートラムの記述が印刷版で大幅に変更され、拡張されていることに気付き、白い尾はこの改訂された記述で初めて印刷された。ハーパーはバートラムが鳥の詳細を記憶から補おうとして、尾の色を間違えた可能性があると考えた。ハーパーと他数人の研究者は、当時のフロリダにトキイロコンドルまたは近縁種が存在していたことを証明しようと試みており、その個体群は絶滅の過程にあり、最終的には寒波の間に姿を消したことを示唆している。ウィリアム・マカティーは、フロリダに鳥類の亜種が多い傾向があることに注目し、白い尾はpainted vultureがトキイロコンドルの亜種であることを示す特徴である可能性があると示唆した。

## 形態

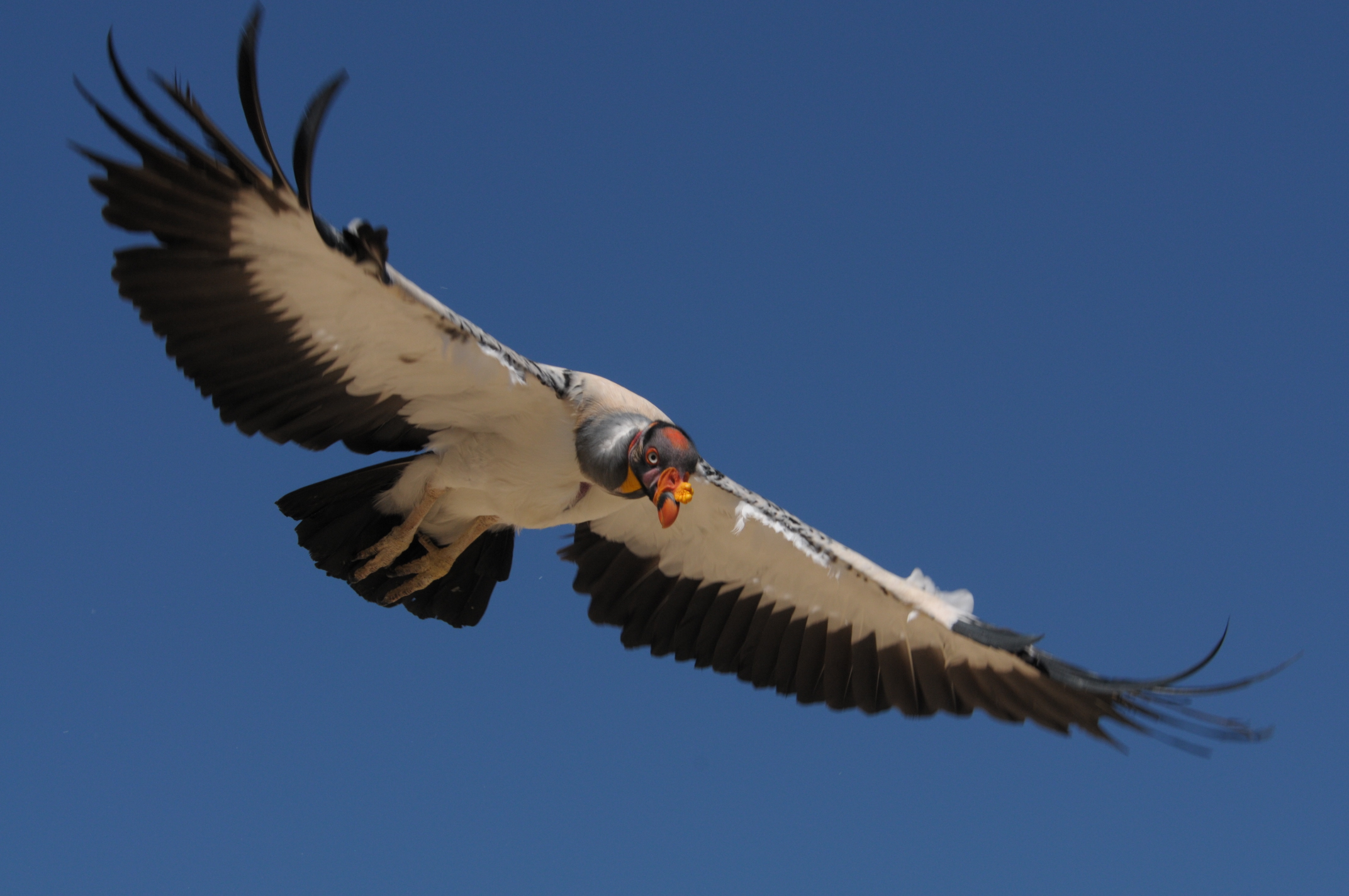
飛翔

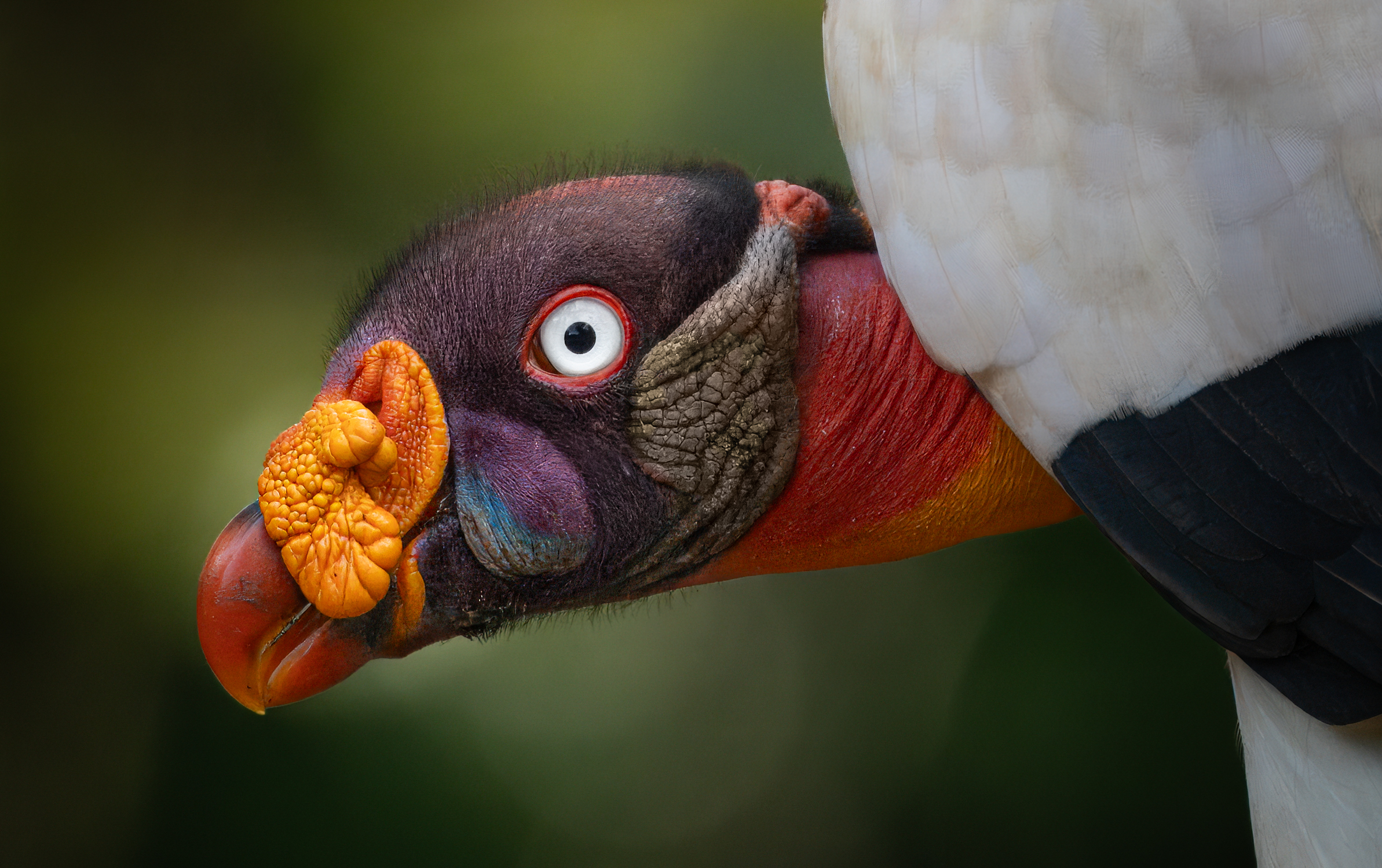
特徴的な頭部

コンドル科の中では、コンドルとカリフォルニアコンドルに次いで3番目に大きい。全長は67-81cm、翼開長は1.2-2m、体重は2.7-4.5kgである。成鳥の羽毛は主に白く、わずかにバラ色がかった黄色みを帯びる。雨覆、風切羽、尾羽は濃い灰色から黒色で、目立つ厚い襟首の羽も同様である。頭と首には羽毛が無く、頭部の皮膚は赤と紫、首は鮮やかなオレンジ、喉は黄色である。頭部の皮膚はしわがあり、オレンジと黒の嘴を覆うように、非常に目立つ不規則なオレンジ色の肉垂がある。肉垂は生後4年目以降完全に形成される。
コンドル科の中では頭蓋骨と脳蓋の比率が最も大きく、嘴は最も強靭である。嘴は先端が鉤状で鋭い。翼は幅広く、尾は幅広の短い四角形である。虹彩は白く、強膜は明るい赤色である。一部のコンドル科とは異なり、睫毛を持たない。脚は灰色で、爪は長く太い。

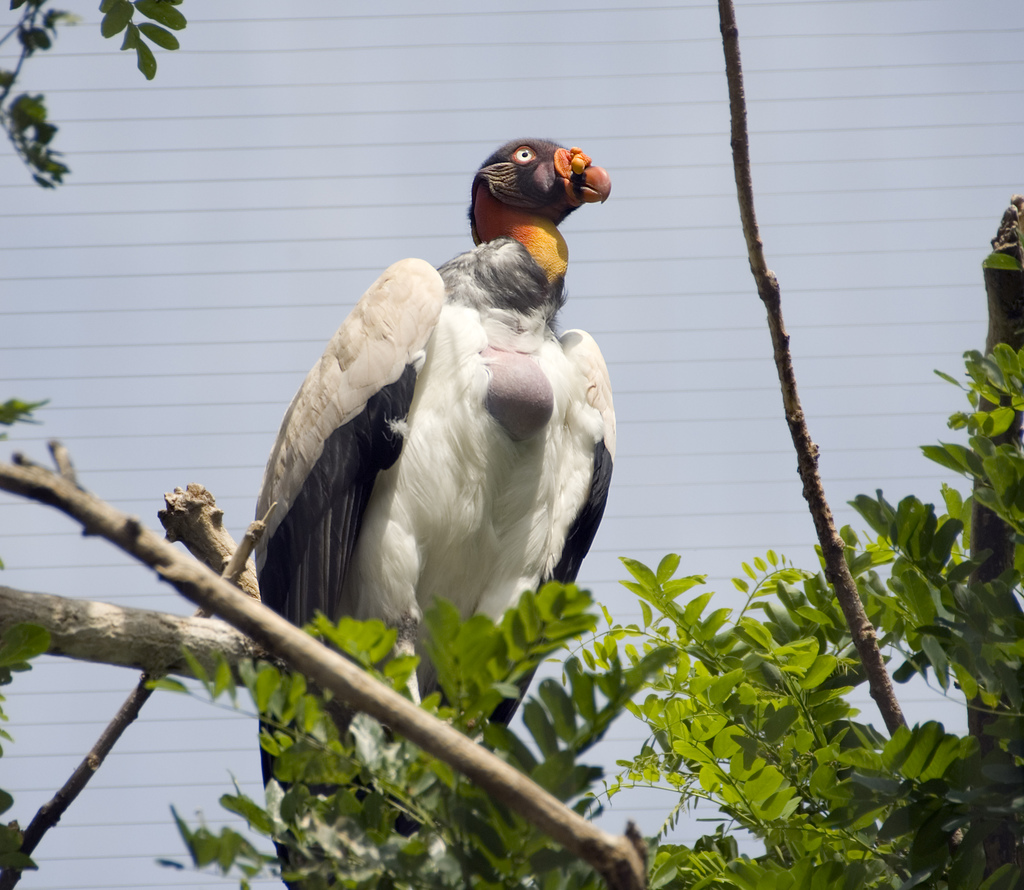
砂嚢が目立つ

外見に性的二形は無く、大きさもほとんど同様である。若い個体は嘴と目が黒く、首は灰色で、すぐに成鳥と同じオレンジ色に変わる。若い個体は全体的に灰色で、3歳までに成鳥と似た外見になり、5-6歳になると完全な成鳥の羽毛が生える。飼育下個体の調査によると、2歳以降は腹が最初に白くなり始め、続いて翼が白くなり始めることが判明した。未成熟段階では白い小雨覆に黒い羽毛が散在する。
頭と首には羽毛が無いが、一部には黒い剛毛がある。羽毛が無いことで死肉に含まれる細菌の繁殖を防ぎ、太陽光により皮膚を直接殺菌する。
黒色の幼鳥はヒメコンドルと間違われることがあるが、翼を水平にして飛翔する。白色の成鳥はアメリカトキコウと間違われる可能性があるが、アメリカトキコウは首と脚が長いため簡単に見分けられる。

## 分布と生息地
メキシコ南部からアルゼンチン北部にかけて、推定1400万平方キロメートルに分布している。南米ではエクアドル西部、コロンビア北西部、ベネズエラ北西部を除いて、アンデス山脈の西側には分布していない。主に手つかずの熱帯低地林や、森林付近のサバンナや草原に生息する。森林内の沼地や湿地の近くでよく見られる。分布域内の原生低地林では最も個体数が多いか、唯一のコンドルであることが多いが、アマゾン熱帯雨林ではオオキガシラコンドルの方が個体数が多く、より開けた生息地ではキガシラコンドル、ヒメコンドル、クロコンドルの方が個体数が多い。一般に標高1,500m以上の地域には生息しないが、アンデス山脈の東では標高2,500mの地域でも見られ、まれに標高3,300m地点で記録されたこともある。樹冠より上に生息する。現在の分布域から700km以上南に離れたアルゼンチン中央部のブエノスアイレス州から更新世の化石が発見されており、当時は適切な生息地が広がっていたと予測されている。

## 生態と行動

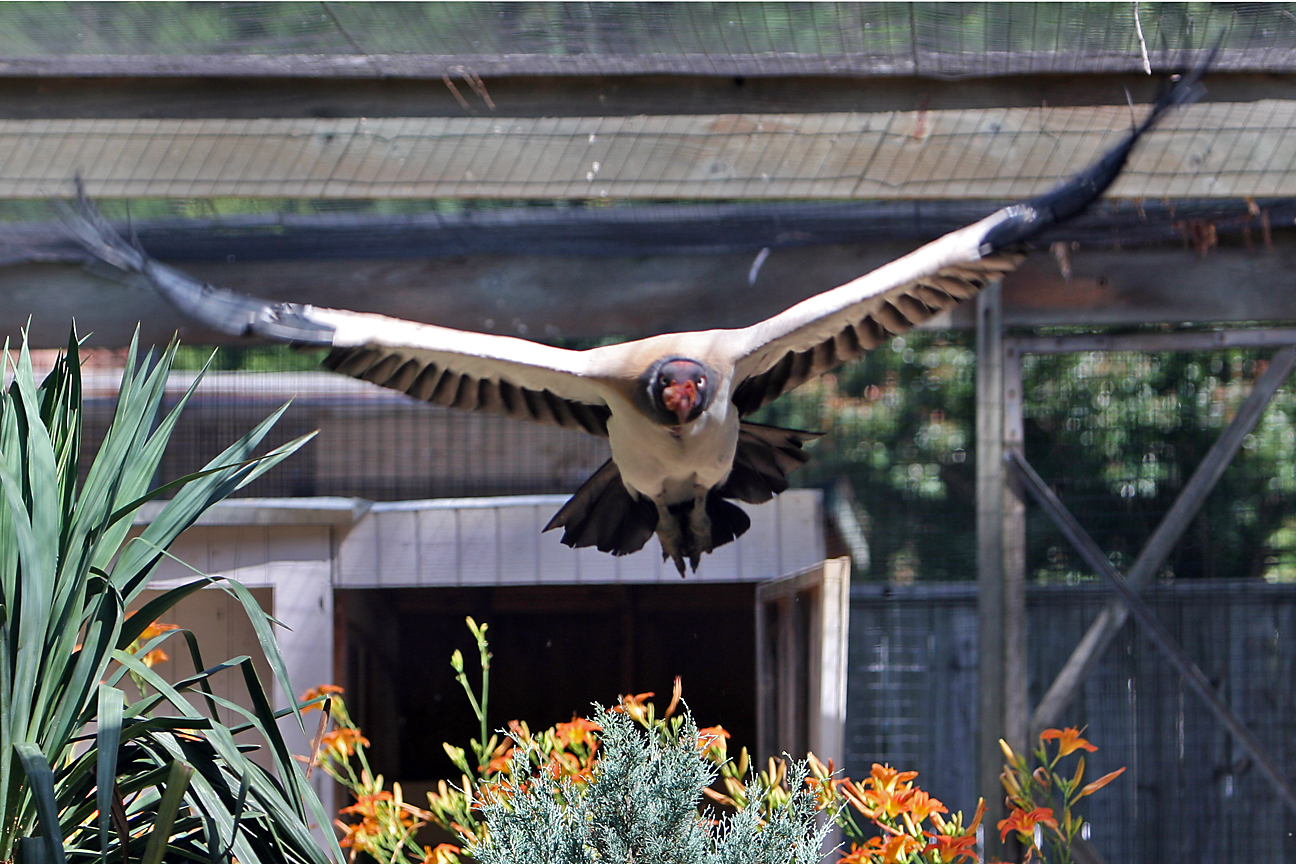
飛翔

少しの羽ばたきで数時間飛翔し続けることができる。飛行中の翼はわずかに先端が持ち上がった状態で水平に保たれ、遠くから見ると頭が見えない。羽ばたきは深く力強い。2羽で飛行をしている様子が何度か観察されており、求愛行動の一部である可能性がある。
その大きさと派手な体色にもかかわらず、木に止まっているときは目立たない。その際は頭を下げて前方に突き出している。渡り鳥では無い。ヒメコンドルやキガシラコンドル、クロコンドルとは異なり、通常は単独か家族単位の小さな群れで生活する。ベリーズの水場では、最大12羽の群れが水浴びや飲水をしている様子が観察されている。通常は1羽か2羽で死体を食べるが、食料が大量にある場合は10羽ほどが集まることもある。飼育下では30年以上生き、サクラメント動物園からクイーンズ動物園に移された雄は47歳を超えている。キャメロンパーク動物園で展示されている雌のVivianは、2022年時点で推定70歳であり、AZA認定施設で知られている中では最高齢の個体である。2021年に死亡した東山動植物園の個体は推定60歳以上であった。野生での寿命は不明である。体温を下げるために脚に糞をする。嘴や体が大きいが、獲物を仕留める際には比較的攻撃的ではない。鳴管を持たないが、求愛時には低い鳴き声やゼーゼーという音を出し、脅威を感じると嘴をパキパキと鳴らす。卵や幼鳥の天敵はヘビが、成鳥の天敵はジャガーなどの大型ネコ科動物が知られる。

### 繁殖と成長

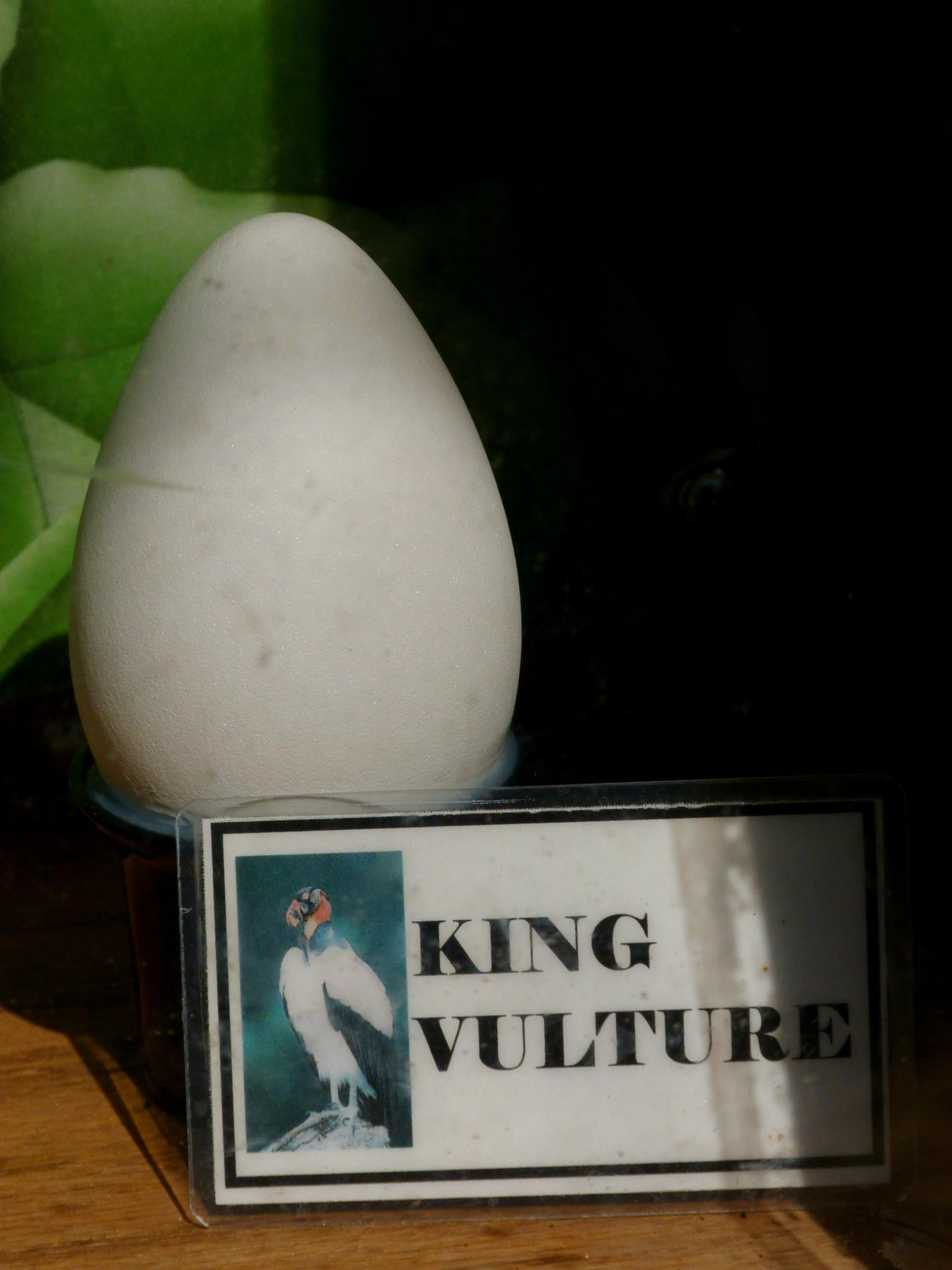
卵

野生での繁殖行動は不明な点が多く、多くの知識は飼育下個体、特にパリ動物園での観察から得られている。成鳥は4-5歳で性成熟し、雌は雄よりわずかに早く性成熟する。主に乾季に繁殖する。つがいは生涯を共にし、通常樹洞に巣を作り、斑点の無い白い卵を1個産む。捕食者を追い払うため、巣は悪臭を放っている。抱卵期間は52-58日間で、卵が失われた場合、約6週間後に再び産まれることが多い。雛が生後一週間ほどまでは両親が抱卵と子育てを分担するが、その後は抱卵よりも見張りを行うことが多い。生まれたばかりの雛は無力だが、柔らかい羽毛に覆われており、目が開いている。雛は急速に成長し、2日目には警戒心が強くなり、巣の周りで餌をねだったり体を動かしたり、羽繕いをしたり、3日目には物をつついたりできるようになる。10日目までに二番目の白い羽毛が生え始め、20日目にはつま先立ちをする。1-3ヶ月齢になると、雛は巣の周りを探索し、3ヶ月齢頃には初めて飛翔する。

### 食性
牛、サルや他の樹上性哺乳類の死骸、浜辺に打ち上げられた魚や死んだトカゲまで、幅広い死肉を食べる。森林地帯では哺乳類にナマケモノが多く含まれ、その分布域はトキイロコンドルとほぼ一致するが、他の地域では家畜にうまく適応している。主に死肉を食べるが、負傷した動物、生まれたばかりの子牛、小さなトカゲを殺して食べるという報告もある。視覚で餌の場所を見つけるが、死肉を見つける際に嗅覚がどのような役割を果たすかについては議論がある。本種は匂いを感知せず、代わりに嗅覚のある小型のヒメコンドルやオオキガシラコンドルを追いかけるという見解もあったが、1991年の研究では、本種は他のコンドルの助けを借りずに森の中で死肉を見つけることができることが実証され、嗅覚を使って餌を探していることが示唆された。主に森の中の死肉を食べるが、餌を求めて近くのサバンナに現れることもある。体が大きく嘴も鋭いため、死体から他のコンドルを追い出す。ただし、より大型のコンドルを追い出すことはできない。嘴を使って新鮮な死体に切り込みを入れることで、小さく弱い嘴を持つ種も、本種が食べた後の死骸に近づくことができる。舌はやすりのような形をしており、死骸の骨から肉を引き剥がすことができる。一般的に死骸の皮膚と組織の硬い部分だけを食べる。ベネズエラのボリバル州では、死肉が不足している時期にオオミテングヤシの落ちた実を食べる様子が記録されている。

## 脅威と保全
IUCNのレッドリストでは低危険種に分類されており、推定分布域は1400万平方キロメートルで、野生個体数は1万-10万羽である。個体数の減少を示す証拠はあるが、それほど脅威では無い。この減少は主に生息地の破壊と密猟によるものである。背の高い木に止まり、高く飛ぶ習性のため、観察は困難である。

## 人間との関係

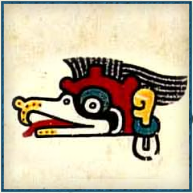
コスカクアウトリ

マヤの写本に描かれている最も一般的な鳥類の1つである。本種を表す象形文字は、嘴の突起と、同心円状の眼により簡単に見分けることができる。人の体と鳥の頭を持つ神として描かれることもある。マヤの神話によると、この神は人間と神々の間でメッセージを伝える役割があった。アステカ暦では16日目を表すコスカクアウトリも表す。この鳥はヒョウモンシチメンチョウと考えられたこともあるが、鉤状の嘴と肉垂は本種を示している。
血と羽は病気の治療にも使われた。分布域内の国々の切手では人気の題材となっている。1963年にエルサルバドル、1978年にベリーズ、1979年にグアテマラ、1997年にホンジュラス、1998年にボリビア、1999年にニカラグアの切手に登場した。
その大きな美しい体により、世界中の動物園で人気である。アメリカ動物園水族館協会登録簿に登録されている数種の鳥類のうちの1種で、フォートワース動物園などで飼育されている。日本では平川動物公園のみで飼育されている。